# Prințesa Augusta de Saxa-Meiningen
Prințesa Augusta Louise Adelaide Caroline Ida de Saxa-Meiningen (6 august 1843 – 11 noiembrie 1919) a fost fiica lui Bernhard al II-lea, Duce de Saxa-Meiningen și a soției acestuia, Marie Fredericka de Hesse-Kassel. Augusta a fost mama lui Ernst al II-lea, Duce de Saxa-Altenburg.

## Primii ani
Augusta a fost singura fiică a Ducelui și Ducesei de Saxa-Meiningen. Singurul ei frate a fost Georg, care i-a succedat tatălui lor în 1866. Georg era cu 17 ani mai mare decât ea.
Bunicii paterni ai Augustei au fost Georg I, Duce de Saxa-Meiningen și Luise Eleonore de Hohenloe-Langenburg. Bunicii materni au fost Wilhelm al II-lea, Elector de Hesse și Prințesa Augusta a Prusiei, fiica regelui Frederic Wilhelm al II-lea al Prusiei.
Ca și fratele ei, Augusta s-a născut la Meiningen. În ciuda diferenței mari de vârstă dintre frați, ei au avut o relație bună. El a fost un mare iubitor de teatru; în 1856, el a scris părinților săi declarând cât de fericit a fost că Augustei i s-a permis să meargă la teatru și cum mama lor a fost mai tolerant decât atunci când era el copil, când ea a declarat că nici un copil sub treisprezece ani nu ar trebui să i se permită să meargă la teatru.

## Căsătorie
La 15 octombrie 1862, Augusta s-a căsătorit cu Prințul Moritz de Saxa-Altenburg la Meiningen. El avea cu 14 ani mai mult decât ea și era fiul cel mic al lui Georg, Duce de Saxa-Altenburg și al Mariei Luise de Mecklenburg-Schwerin. Cuplul a avut cinci copii.

## Biografie
- Koller, Ann Marie (1984). The Theater Duke: George II of Saxe-Meiningen and the German Stage. Stanford University Press. ISBN 0-8047-1196-8.